# Horace Smith-Dorrien

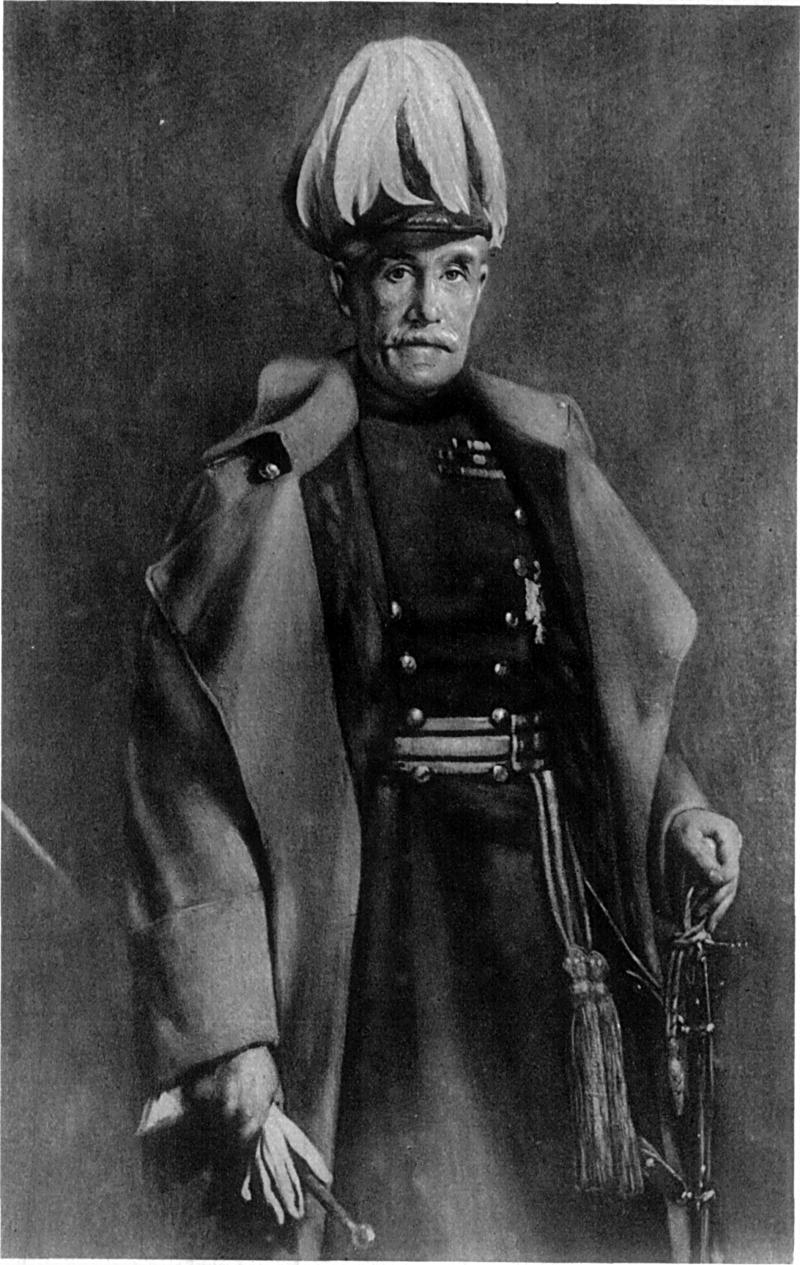
Sir Horace Smith-Dorrien

O General Sir Horace Lockwood Smith-Dorrien GCB, GCMG, DSO, ADC (26 de Maio de 1858 – 12 de Agosto de 1930) foi um militar e comandante britânico do batalhão "British II Corps" e do segundo exército da Força Expedicionária Britânica durante a Primeira Guerra Mundial.
Esteve presente em numerosas batalhas de muitas guerras: da Guerra Anglo-Zulu (1879), Guerra Mahdista (1881-1899), Segunda Guerra dos Bôeres (1899-1902) e Primeira Guerra Mundial (1914-1918). Neste último conflito foi comandante na Batalha de Cateau, na Primeira Batalha de Ypres e na Segunda Batalha de Ypres.
No início desta guerra, foi nomeado comandante do Home Defence Army; porém, com a súbita morte de Sir James Grierson, foi colocado à frente do II Batalhão da Força Expedicionária Britânica por Lord Kitchener, o novo Secretário de Estado da Guerra. O Marechal-de-campo Sir John French preferia Sir Herbert Plumer mas Kitchener escolheu Smith-Dorrien porque sabia que este podia enfrentar French.
Foi ainda governador de Gibraltar (1918-1923). No fim desse ano retirou-se da vida militar e política, tendo passado a residir em Portugal e depois regressou ao seu país. Dedicou muito do seu tempo ao bem-estar e lembrança dos soldados britânicos que participaram na Primeira Guerra Mundial.
Publicou as suas memórias em 1925. Faleceu aos 72 anos por acidente de automóvel.